# Mausolos
Mausolos (eller Mausollos; begge former ses) (377–353 f.Kr.) var fyrste af Karien i Lilleasien. I 377 f.Kr. blev han – som medlem af det lokale aristokrati – gjort til persisk satrap over Karien.

## Kariens hersker
Gennem flere slægtled havde hans familie i Karien beklædt satrap-posten for perserkongen. Ved den tid, da det persiske rige begyndte at opløse sig, og satraperne fra at være kongelige embedsmænd gik over til at blive arvelige magthavere, frigjorde også Mausollos sig og blev selvstændig dynast 377/6—53 f. Kr. Først havde han sæde i Mylasa, men erobrede senere med våbenmagt den græske koloniby Halikarnassos, og gjorde den til sin residensby. Som statholder gik han i gang med at udsmykke Halikarnassos, som han omkring 375 f.Kr. gjorde til Kariens hovedstad. Byen fik en 7 km lang bymur, flådehavn og en helt ny byplan med snorlige gader, der krydsede hinanden vinkelret. Den præger stadig den moderne by, Bodrum, som er bygget ovenpå den antikke by. På forbjerget ved havnen lod Mausolos opføre et palads til sig selv, lige nedenfor Apollons helligdom.  Men det, han i dag huskes for, er gravmælet, han rejste for sig selv lige midt i den nye hovedstad. 
I det hele var han en klog politiker, der også med held greb ind i Grækenlands sager. På øerne Chios, Kos og Rhodos øvede han den største politiske indflydelse. Ligesom det rige, der på Cypern var grundet af Euagoras, havde hans land under hans styrelse et halvhellenistisk præg. Navnlig yndede han Grækenlands kunst, og indkaldte de bedste græske kunstnere til at bygge og udsmykke et prægtigt gravmæle, mausoleet i Halikarnassos,  for ham selv og hans dronning, Artemisia 2. (De var bror og søster; deres yngre søskende, Idrieus og Ada, giftede sig også med hinanden. ) Han oplevede dog ikke at se mausoleet færdigt. Heller ikke Artemisia, der døde et par år efter ham, fik det fuldført.

## Enken Artemisia 2.
Det forlød, at Artemisia (omkring 395–351 f.Kr.) sørgede over sin bror og ægtefælle i den grad, at hun dagligt rørte lidt af hans aske ud i sin drikke. Boccaccio priste i høje toner hendes kærlighed til sin mand.  Snart protesterede republikken Rhodos mod, at Karien blev regeret af en kvinde, og sendte en flåde mod hende. De vidste ikke, at Mausolos havde bygget en hemmelig havn, hvor Artemisia havde sin flåde liggende. Hun slap modstandernes nu flåde ind i hovedhavnen. De blev modtaget som byens gæster; men da de begyndte at gå i land, førte Artemisia sine skibe ind i hovedhavnen. Her tog hun beslag i de tomme skibe fra Rhodos, og de, der var gået i land, blev henrettet på torvet. Skibene blev så sejlet tilbage til Rhodos, ført af hendes mænd, som ved ankomst til Rhodos overtog øen. Demosthenes spurgte athenerne, om de burde frygte Artemisia 2., som var "en barbar, og ovenikøbet en kvinde". Dette er det eneste sted i bevaret klassisk græsk litteratur, hvor en politiker udtrykker frygt for en kvinde. 
Plantefamilien artemisia har fået navn efter hende. 
Artemisia 2., som drikker sin mands aske, blev et populært motiv i renæssancens malerkunst, med et højdepunkt under den hollandske guldalder i 1600-tallet, hvor hun også blev portrætteret af Rembrandt, som han tænkte sig hende. 